# 武胜关站
武胜关站是鸡杨铁路上的一个铁路车站，位于河南省信阳市浉河区李家寨镇，建于1912年，目前为四等站，邮政编码为464135。目前客运：办理旅客乘降；行李、包裹托运；货运：办理整车货物发到。